# Felix Annan
Felix Annan (22 novembre 1994) è un calciatore ghanese, portiere svincolato.

## Carriera

### Club
Cresciuto nel settore giovanile dell'Asante Kotoko, ha esordito in prima squadra il 28 ottobre 2012 disputando l'incontro di campionato vinto 2-0 contro il Berekum Arsenal.
Nella stagione 2018-2019 ha disputato 6 incontri nella Coppa della Confederazione CAF.

### Nazionale
È stato convocato dalla nazionale ghanese per disputare la Coppa d'Africa 2019.